# Paddy
Paddy je irski blended viski, ki izvira iz mesta Cork na Irskem.

## Zgodovina
Destilarna, v kateri proizvajajo to vrsto viskija je bila ustanovljena leta 1779, v njej pa so sprva kuhali le single malt viski, kar je bilo za tiste čase povsem nekaj običajnega. V letu 1877 je destilarna postala registrirano podjetje pod imenom Cork Distillers Company in je svoj viski prodajala pod imenom Cork Distilleries Company Old Irish Whiskey. Ime Paddy je ta blended viski dobil šele leta 1912, poimenovan pa je bil po predstavniku in komercialistu tega podjetja, ki je ime destilarne razširil po Irski in svetu. 
Patrick J. O’Flaherty, ali Paddy, se je podjetju pridružil leta 1882, v starosti 32 let in se zaposlil kot trgovski potnik. S svojim prepričljivim nastopom je močno povečal prodajo in kmalu postal eden najvplivnejših ljudi v destilarni.
Destilarna je znana po tem, da je bila ena prvih, ki je svoj viski polnila v steklenice in ga ni prodajala po sodih. S tem so se želeli izogniti redčenju njihovega izdelka z vodo, ker je bila pogosta praksa med trgovci in gostilničarji v tistem času. Tudi trojna destilacija in visoka vsebnost malt viskija v blendu je pripomogla k temu, da je ta vrsta viskija postala izjemno cenjena med ljubitelji močnih pijač. 

## Okus in polnitev
Paddy starajo v hrastovih sodih do starosti sedmih let. V tem času dobi viski svojo značilno barvo in okus, ki ima nežne pridihe vanilije, medu in taninov, v ustih pa je nekoliko oljnat ter ima vonj po vaniliji, orehih ter medu.
Viski polnijo v steklenice različnih velikosti, na etiketi pa ni označena starost viskija, ker le-ta ni nikoli ista, saj Paddy polnijo navadno med petim in sedmim letom, vse pa je odvisno od žganjarskih mojstrov, ki viski spremljajo skozi vse faze staranja.
Priporoča se pitje z dodano kocko ledu ali pomešanega s poljubno brezalkoholno pijačo.